# Pedro Ramiro López
Pedro Ramiro López IVE (* 12. September 1978 in San Rafael, Argentinien) leitet als Superior die römisch-katholische Missionsarbeit in Tadschikistan.

## Leben
López wurde ab 1996 am institutseigenen Priesterseminar María Madre del Verbo Encarnado in San Rafael in der argentinischen Provinz Mendoza ausgebildet und legte am 15. September 2002 die ewige Profess ab. Am 29. August 2003 erhielt er die Priesterweihe. 2004 ging er nach Tadschikistan, wo er an der Pfarrei St. Joseph in Duschanbe tätig war.
Papst Franziskus ernannte ihn am 19. September 2013 zum Superior der Mission sui juris Tadschikistan.